# Cirrhicera niveosignata
Cirrhicera niveosignata är en skalbaggsart som beskrevs av Thomson 1860. Cirrhicera niveosignata ingår i släktet Cirrhicera och familjen långhorningar. Inga underarter finns listade i Catalogue of Life.